# ريسلفلدر مونستر

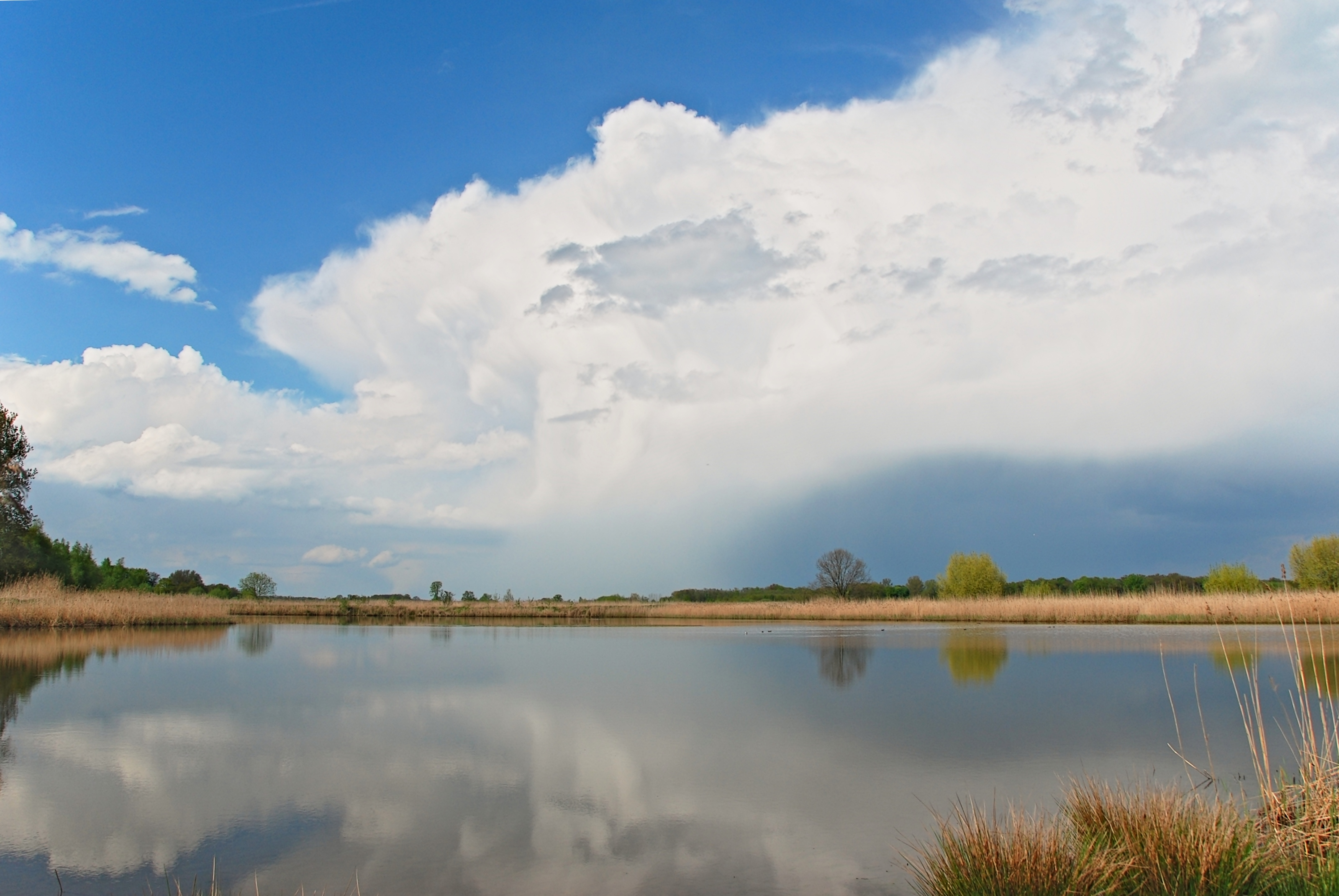
بركة تقطّر في ريسلفلدر مونستر

ريسلفلدر مونستر (بالألمانية: Rieselfelder Münster) أو حقول التقطر، هي منطقة ملاذ للطيور من الاتحاد الأوروبي على أراضي التقطّر السابقة لمياه الصرف الصحي لمدينة مونستر بوستفاليا الألمانية. توفر المحمية ملاذا للعديد من أنواع الطيور المهددة بالانقراض، وهي مقصد للسكان للتنزه. وتقع إلى الشمال من حي كورده على بعد 6 كيلومترات من وسط المدينة.

## تاريخ

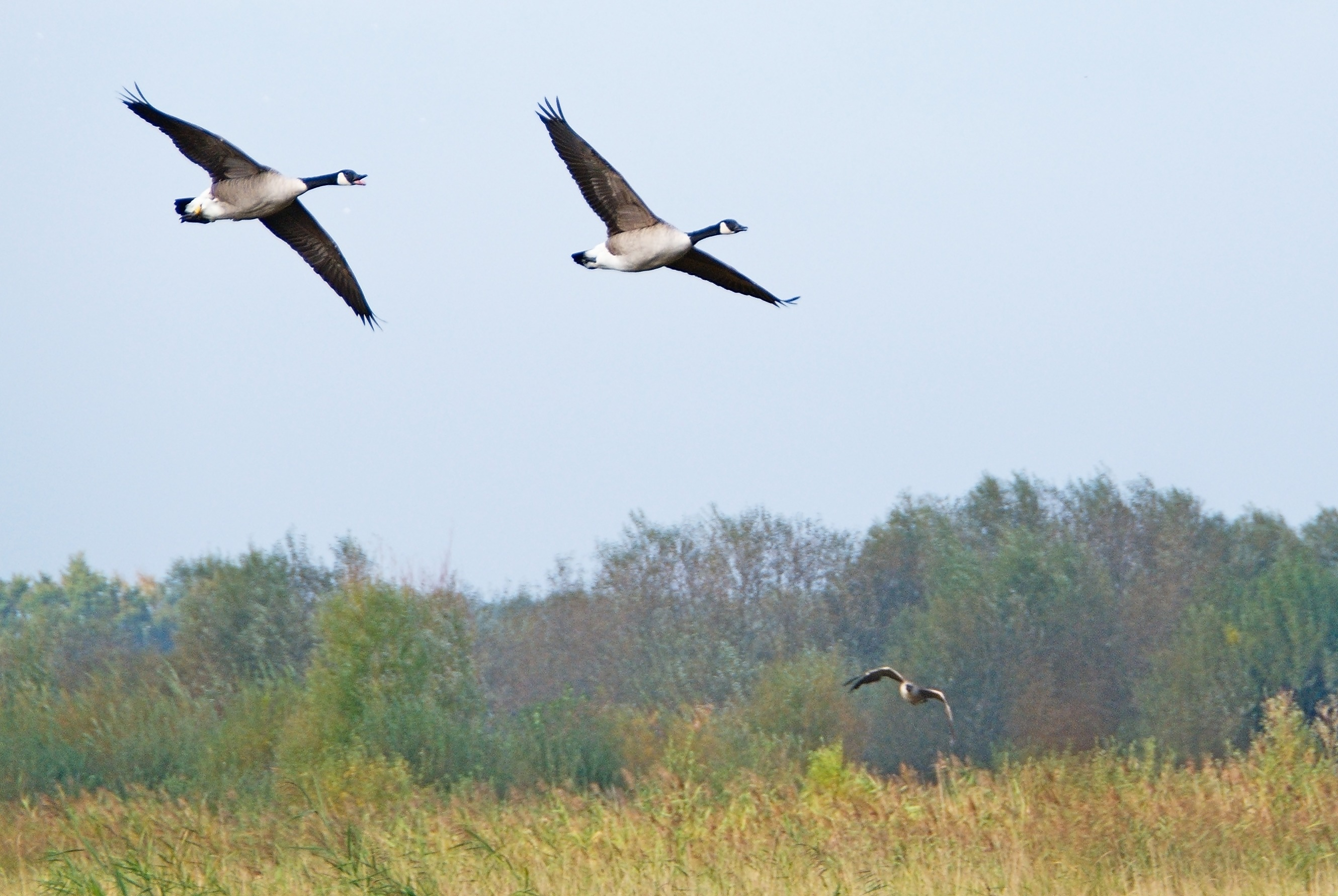
تعتبر الحقول ملاذا أوروبياً للطيور

يرجع تاريخ الحقول لسنة 1901 عندما ارتفعت كمية مياه الصرف الصحي نتيجة ارتفاع عدد سكان مونستر. وبات من الضروري ايجاد مساحة كبيرة لتنظيف هذه المياه عبر أسلوب التقطر. فقامت بلدية مونستر بتخصيص منطقة تدعى «غلمرهايده» لهذا الغرض. وهي منطقة برية تقع بين بلدتي «شبراكل» و«غلمر» المستقلتين آنئذ.
استمر ارتفاع كمية مياه الصرف الصحي بارتفاع عدد السكان، الأمر الذي أدى لزيادة الحاجة لحقول جديدة. فوصلت مساحة حقول التقطر أوائل ستينات القرن العشرين إلى 6.4 كلم2. وتزامنا مع هذا النمو تقلصت المساحات البرية والمائية الطبيعية من احواض مياه ضحلة ومروج ومستنقعات، إضافة لعمليات استقامة الأنهار وتحويل المروج الرطبة لأراضي صالحة للزراعة مما أدى لتعرض العديد من الحيوانات والنباتات لخطر الانقراض. إلا أن الكثير منها وجد في منطقة «ريسلفلدر مونستر» ملاذا مثاليا. أدرك علماء الطيور والناشطون في مجال حماية البيئة هذا الأمر فأسسوا سنة 1968 محطة ريسلفلدر مونستر البيولوجية. كما أيقنوا الخطر الذي تمثله محطة معالجة مياه الصرف الصحي الكبرى التي اكتمل بناؤها في سنة 1975 وإمكانية تجفيف حقول التقطر واستخدامها لأغراض أخرى.
وبجهودهم قامت حكومة ولاية شمال الراين - وستفاليا سنة 1977 باستئجار 2.33 كم² من الحقول مما سمح للاستمرار بعمليات التقطر والحفاظ ولو جزئيا على المنطقة كملاذ آمن للطيور.
كانت المحمية الطبيعية قد حازت في سنة 1978 على صفة «ملاذ أوروبي» بفضل يرجع للقسم الألماني من المجلس الدولي لحماية الطيور. ومنحت الاعتراف بها كحقول رطبة ذات أهمية دولية بعد خمس سنوات، في عام 1983. وبهذا تخضع ريسلفدر مونستر لحماية اتفاقية رامسار. وهذا يوجب اتباع الطرق المناسبة للحفاظ على التنوع الحيوي في المناطق المعنية وممارسة مبدأ الاستخدام المستديم والمتوازن بيئيا.

## وصلات خارجية
الموقع الرسمي لريسلفلدر مونستر على الشبكة العالمية
‌